# Orusco de Tajuña
Orusco de Tajuña és un municipi de la Comunitat Autònoma de Madrid. Limita al nord amb Ambite i Villar del Olmo, a l'est amb la província de Guadalajara, al sud-oest amb Carabaña i a l'oest amb Valdilecha.
El seu origen és bastant confús. Basant-se en el nom, es creu que pot tenir origen lígur. Existeixen restes que testifiquen el seu passat romà i figura en les cròniques de Ptolemeu. Va pertànyer a la jurisdicció d'Alcalá fins a 1554, data que obté la seva independència.